# Aigül-Tasch (Naturschutzgebiet)
Aigül-Tasch ist ein botanisches Naturschutzgebiet im Rajon Batken (Kirgisistan). Es wurde 2009 mit dem primären Zweck gegründet, die im Oblus Batken endemische seltene Blumenart Aigül zu beschützen. Die Blumenart ist ein Symbol des Gebiets Batken, so ist sie auf der Flagge des Gebiets abgebildet. Aktuell wird es von der Landgemeinde Kara-Bulak verwaltet. Das Schutzgebiet liegt 15 bis 18 Kilometer von Batken entfernt.
Die staatliche Kommission für Umweltschutz und Forstwirtschaft Kirgisistans plant, dem Gebiet ein besonderes Schutzniveau zu verleihen, um die Blumenart Aigül zu erhalten. Das Gebiet darf nicht von Touristen betreten werden.